# Тијање
Тијање је насеље у Србији у општини Лучани у Моравичком округу. Према попису из 2022. било је 152 становника.
Овде је живео Ђорђе Б. Митровић, каменорезац.
Постојали су планови за градњу термоелектране у Тијању због налазишта лигнита у околини.

## Демографија
У насељу Тијање живи 206 пунолетних становника, а просечна старост становништва износи 50,5 година (50,1 код мушкараца и 50,8 код жена). У насељу има 105 домаћинстава, а просечан број чланова по домаћинству је 2,26.
Ово насеље је великим делом насељено Србима (према попису из 2002. године), а у последња три пописа, примећен је пад у броју становника.
|  |

| Демографија | Демографија | Демографија |
| Година      | Становника  | Становника  |
| ----------- | ----------- | ----------- |
| 1948.       | 574         |             |
| 1953.       | 567         |             |
| 1961.       | 515         |             |
| 1971.       | 452         |             |
| 1981.       | 362         |             |
| 1991.       | 309         | 309         |
| 2002.       | 237         | 240         |
| 2011.       | 183         |             |

| Етнички састав према попису из 2002.‍ | Етнички састав према попису из 2002.‍ | Етнички састав према попису из 2002.‍ | Етнички састав према попису из 2002.‍ | Етнички састав према попису из 2002.‍ |
| ------------------------------------ | ------------------------------------ | ------------------------------------ | ------------------------------------ | ------------------------------------ |
|                                      |                                      |                                      |                                      |                                      |
| Срби                                 | Срби                                 |                                      | 232                                  | 97,89%                               |
| Црногорци                            | Црногорци                            |                                      | 1                                    | 0,42%                                |
| Хрвати                               | Хрвати                               |                                      | 1                                    | 0,42%                                |
| непознато                            | непознато                            |                                      | 2                                    | 0,84%                                |

| Година пописа     | 1948. | 1953. | 1961. | 1971. | 1981. | 1991. | 2002. |
| ----------------- | ----- | ----- | ----- | ----- | ----- | ----- | ----- |
| Број домаћинстава | 102   | 106   | 123   | 118   | 118   | 107   | 105   |

| Број чланова      | 1  | 2  | 3  | 4 | 5 | 6 | 7 | 8 | 9 | 10 и више | Просек |
| ----------------- | -- | -- | -- | - | - | - | - | - | - | --------- | ------ |
| Број домаћинстава | 39 | 31 | 19 | 5 | 7 | 4 | 0 | 0 | 0 | 0         | 2,26   |

| Пол    | Укупно | Неожењен/Неудата | Ожењен/Удата | Удовац/Удовица | Разведен/Разведена | Непознато |
| ------ | ------ | ---------------- | ------------ | -------------- | ------------------ | --------- |
| Мушки  | 101    | 28               | 65           | 6              | 2                  | 0         |
| Женски | 110    | 10               | 65           | 33             | 2                  | 0         |
| УКУПНО | 211    | 38               | 130          | 39             | 4                  | 0         |

| Пол    | Укупно                    | Пољопривреда, лов и шумарство | Рибарство                            | Вађење руде и камена | Прерађивачка индустрија       |
| ------ | ------------------------- | ----------------------------- | ------------------------------------ | -------------------- | ----------------------------- |
| Мушки  | 40                        | 9                             | 0                                    | 0                    | 19                            |
| Женски | 20                        | 14                            | 0                                    | 0                    | 0                             |
| УКУПНО | 60                        | 23                            | 0                                    | 0                    | 19                            |
| Пол    | Производња и снабдевање   | Грађевинарство                | Трговина                             | Хотели и ресторани   | Саобраћај, складиштење и везе |
| Мушки  | 1                         | 1                             | 2                                    | 0                    | 4                             |
| Женски | 0                         | 0                             | 1                                    | 2                    | 0                             |
| УКУПНО | 1                         | 1                             | 3                                    | 2                    | 4                             |
| Пол    | Финансијско посредовање   | Некретнине                    | Државна управа и одбрана             | Образовање           | Здравствени и социјални рад   |
| Мушки  | 0                         | 0                             | 2                                    | 0                    | 0                             |
| Женски | 0                         | 1                             | 0                                    | 1                    | 0                             |
| УКУПНО | 0                         | 1                             | 2                                    | 1                    | 0                             |
| Пол    | Остале услужне активности | Приватна домаћинства          | Екстериторијалне организације и тела | Непознато            | Непознато                     |
| Мушки  | 1                         | 0                             | 0                                    | 1                    | 1                             |
| Женски | 0                         | 0                             | 0                                    | 1                    | 1                             |
| УКУПНО | 1                         | 0                             | 0                                    | 2                    | 2                             |